# ミャンマー地震 (2011年)
ミャンマー地震（ミャンマーじしん）は、2011年3月24日20時25分（現地時間）に発生したミャンマー東部のシャン州を震源地としたマグニチュード6.9の地震。

## 概要
震源はタイ北部のチエンラーイ県ムアンチエンラーイ郡チエンラーイ市の北90km、深さ10kmの地点と見られており、その後、M4.8、M5.4、M5.0、M6.2の合計4回の余震も記録した。
死者は75人（タイ人1人を含む）、負傷者は110人、民家など240軒以上が損壊したと報じられているが、軍事政権は現地での取材や報道を厳しく制限しており、正確な被害は判明していない。